# Sonnette (engin)
Pour les articles homonymes, voir Sonnette.

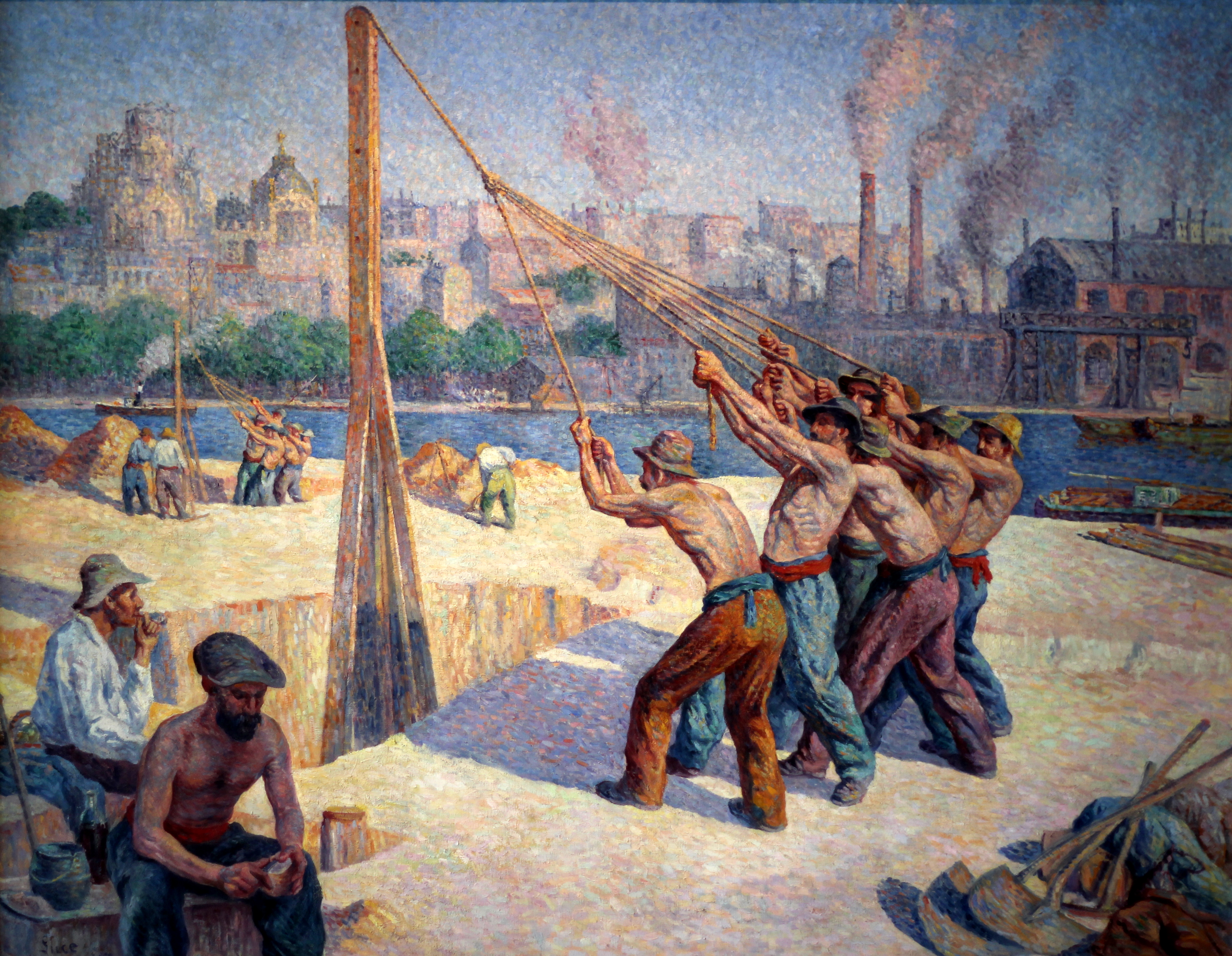
Maximilien Luce - Les batteurs de pieux (entre 1902 et 1905)

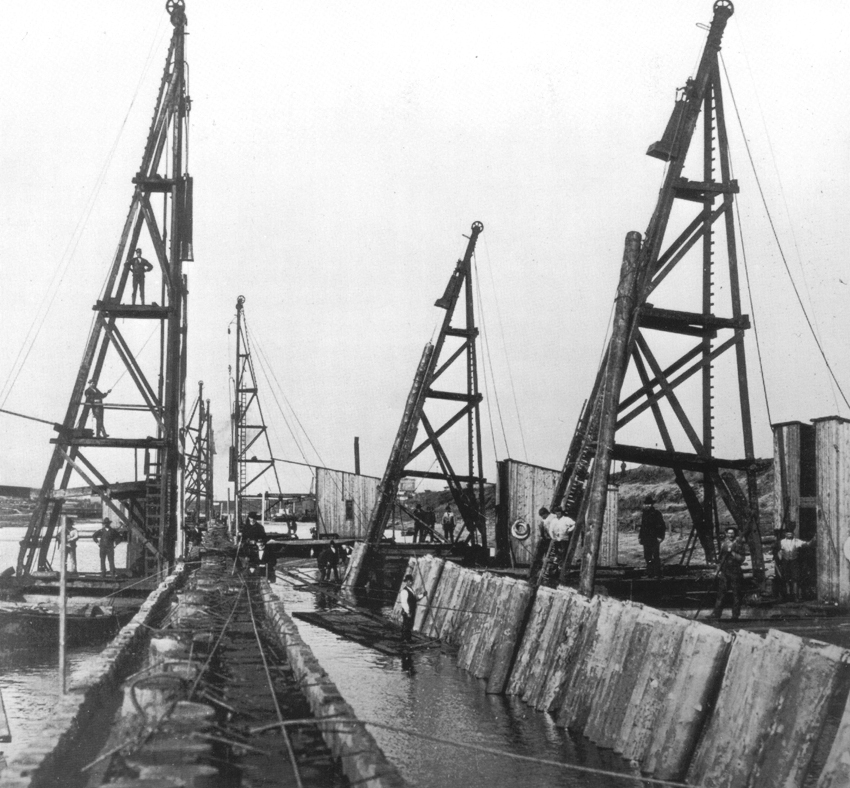
Battage à la sonnette d'un rideau continu de pieux dans le cadre du rescindement de la Weser, entre 1887 et 1895.

Une sonnette ou « mât de battage » ou encore « machine à battre les palplanches » est un engin de génie civil qui sert à enfoncer par battage les pieux ou les pilotis, servant de fondations aux bâtiments ou aux ouvrages de génie civil, ou les palplanches, assurant l'étanchéité des batardeaux pendant la construction des ouvrages. Au Québec, l'on utilise également le terme pieuteuse par analogie avec foreuse, carotteuse, etc.
La sonnette porte un outil cylindrique massif appelé « mouton » qui par son poids enfonce le pieu. Par extension, une sonnette est ainsi souvent appelée mouton particulièrement lorsque l’énergie utilisée est le diesel. On parle alors de mouton-diesel.
On distingue les sonnettes à tiraudes, manœuvrées à la main, les sonnettes à déclic et les sonnettes manœuvrées avec un treuil mécanique actionné par l'électricité, à la vapeur ou à l'essence.

## Étymologie
Le terme « sonnette » est employé dès 1676 par André Félibien dans son Dictionnaire pour définir la « machine servant à enfoncer des pilotis ». Il précise que Vitruve emploie le terme fistuca pour désigner « toutes sortes de machines propres à enfoncer des pieux, comme moutons, hies, demoiselles, etc. » Le CNRTL la définit comme étant, dans le domaine du bâtiment, la « charpente en bois ou en métal servant au guidage du mouton dans le battage des pieux » par analogie avec le cordon de la sonnette que l'on tire pour actionner la clochette à distance. On retrouve ce même terme employé pour décrire le fonctionnement d'un soufflet de forge qui, actionné par la « sonnette » que l'on tire et qui fait remonter lorsqu'on la lâche une branloire attirée par le contre-poids, envoie du vent dans le réservoir d'air. Dans les trois cas il s'agit d'un mécanisme permettant de produire une action en tirant puis en relâchant une ou des cordes.

## Histoire

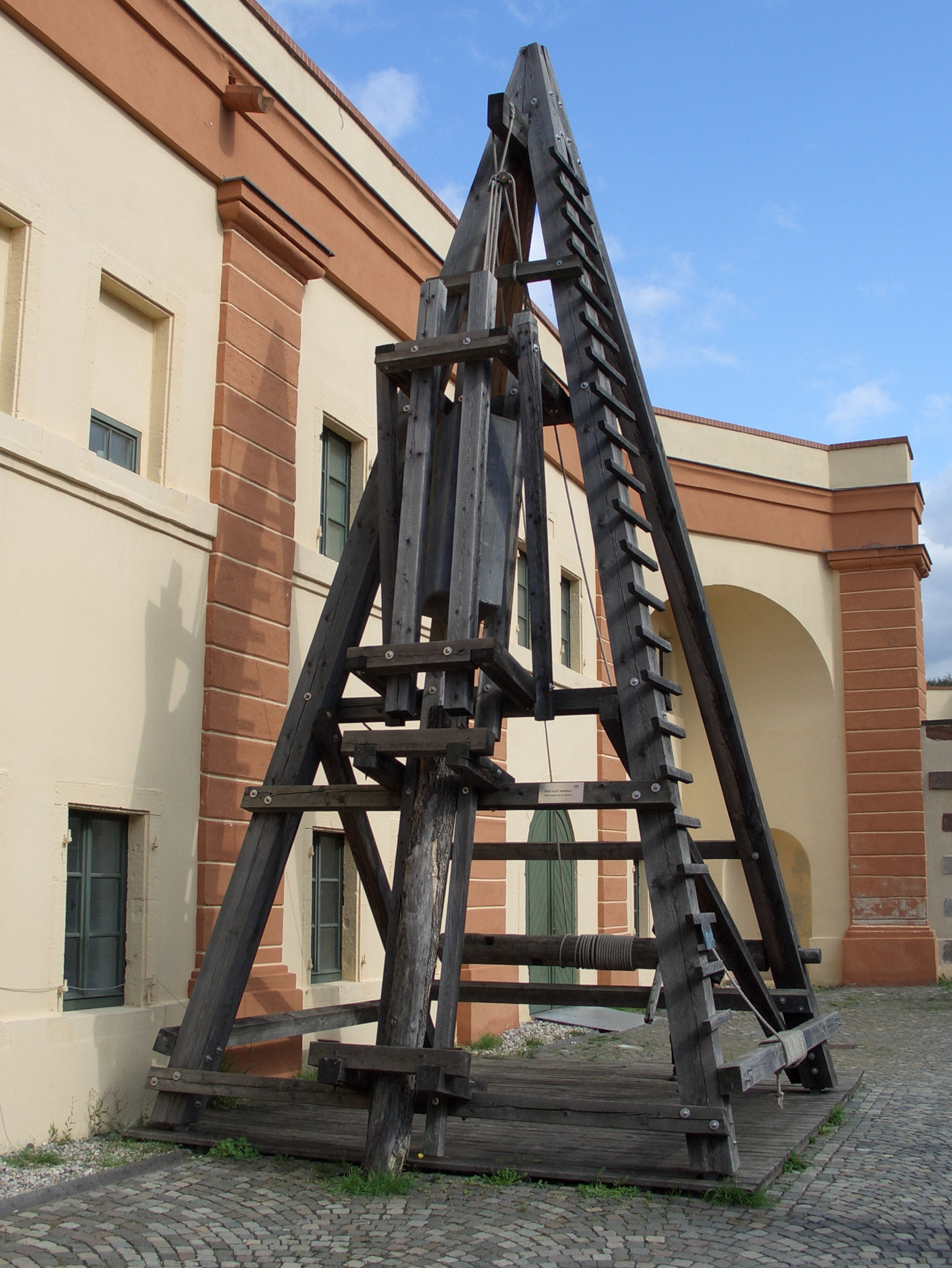
Reconstitution d'une machine de l'époque romaine utilisée lors de la construction du pont sur le Rhin par Jules César en 55 avant Jésus-Christ.

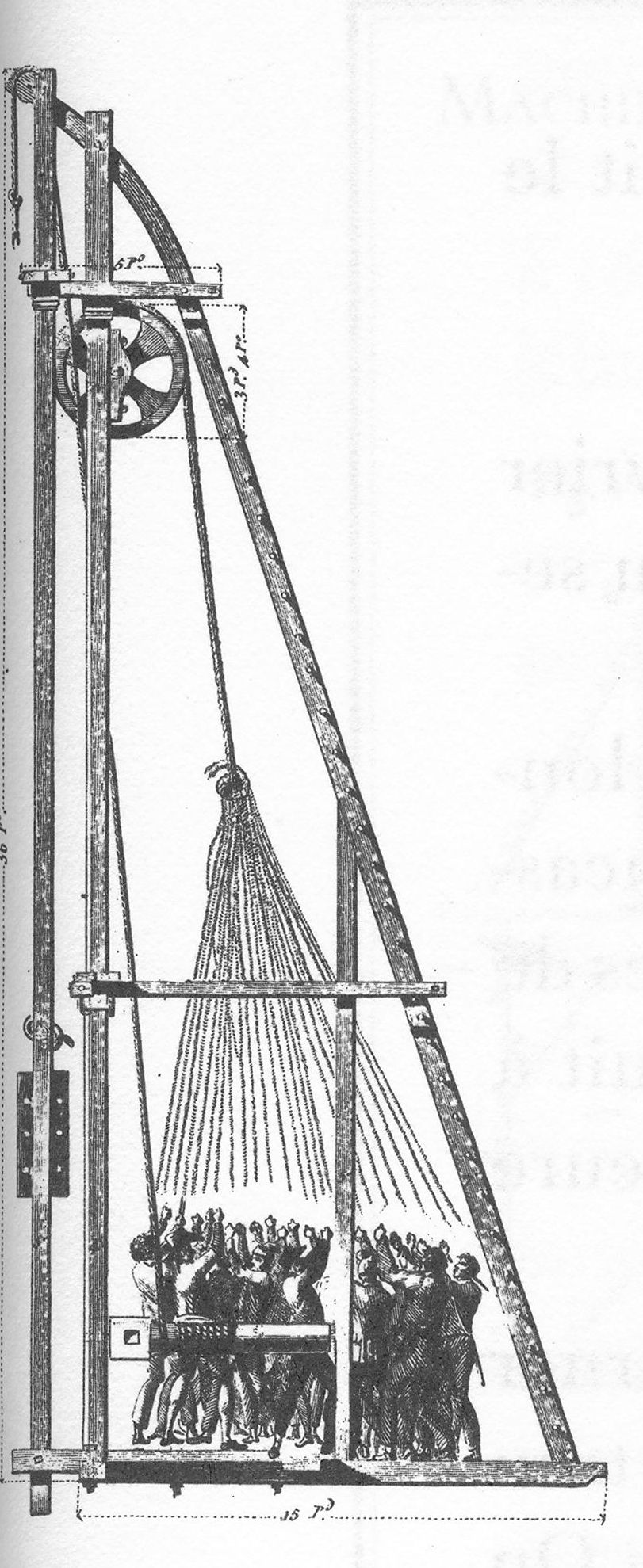
Sonnette à tiraudes

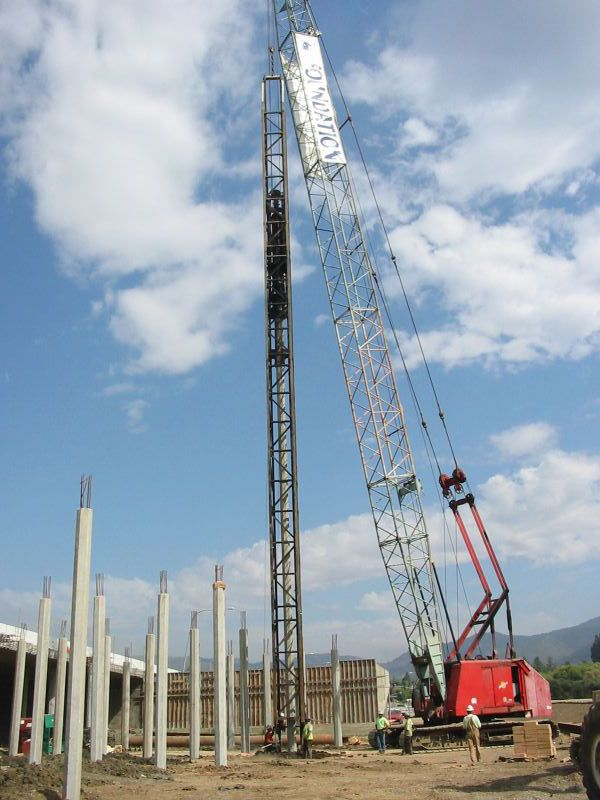
Battage des pieux d'un pont avec une sonnette moderne sur chenille.

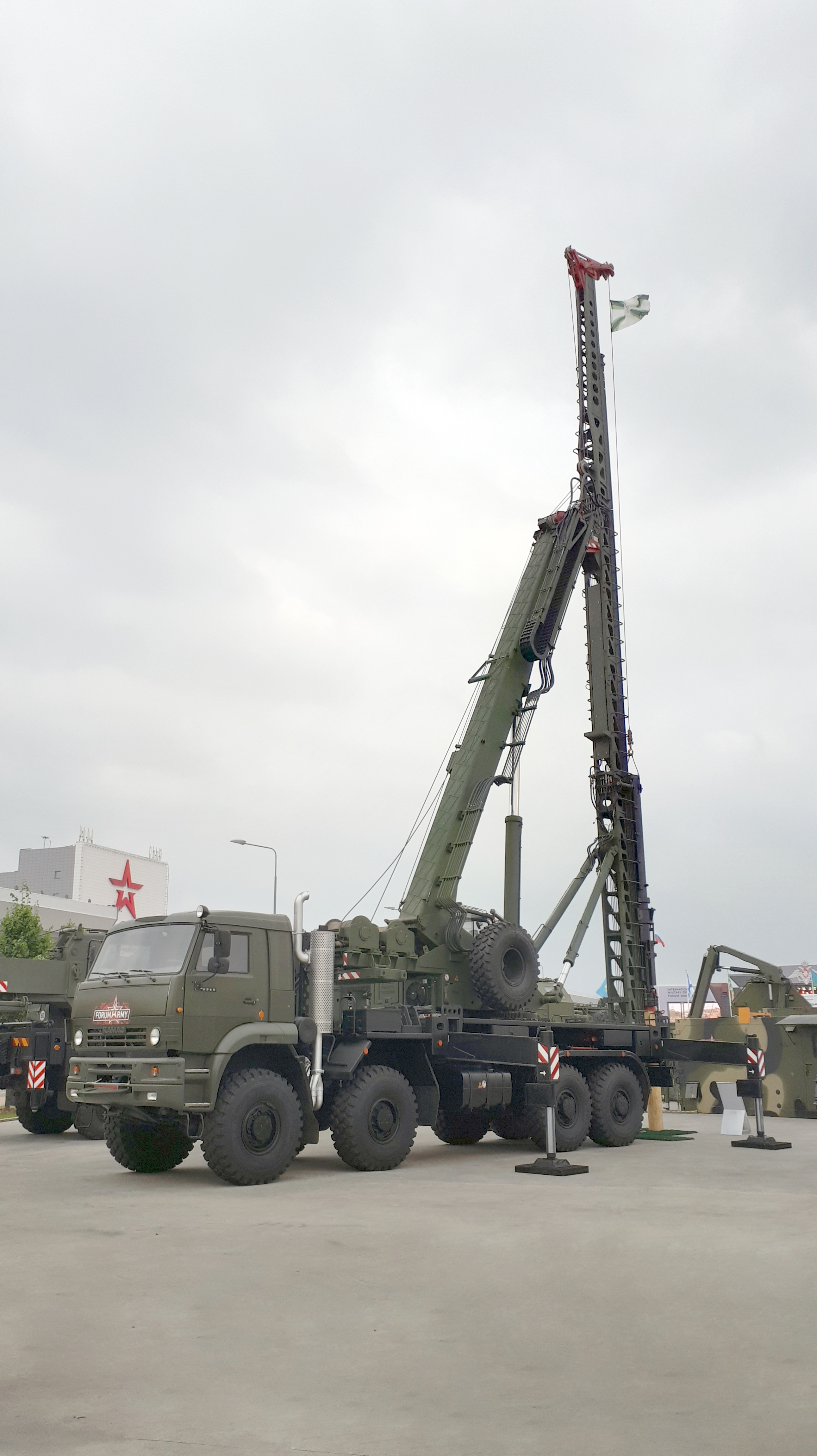
Unité universelle de battage de pieux lors de l'exposition "Armée-2021"

La sonnette est un outil connu depuis la plus haute antiquité, de par son fonctionnement simple et évident, car elle remplaçait les  masses manuelles (manipulées par un seul ouvrier) trop légères et inefficaces pour les gros travaux. Ouvrage de charpenterie, elle était alors du domaine du charpentier. Les pieux ou pilots en bois étaient frettés, c'est-à-dire renforcés par un cerclage de fer plat et mince, de forme ronde ou carrée, à l'endroit de la couronne ou tête, pour empêcher qu'ils n'éclatassent sous les coups du mouton. On fit très tôt usage de la sonnette pour la pose des pilotis dans les terrains marécageux des cités lacustres ou lagunaires, afin de stabiliser le sol aux endroits destinés à la construction (immeuble, pont, aqueduc, écluse, quai , etc.).
Avant l'invention de la machine à vapeur, la remontée du mouton se faisait généralement à la force humaine.
Le mouton national est une masse qui servit en mai 1793 à pilonner la Constitution française de 1791 et la Déclaration des droits de l'homme et du citoyen de 1789, le changement de régime de septembre 1792 ayant conduit à l'élaboration d'une nouvelle constitution et d'une déclaration révisée,.
Aujourd'hui, la sonnette est toujours en usage, principalement pour la pose de palplanches dans la construction des batardeaux pour assurer l’étanchéité pendant la mise en œuvre des ouvrages maçonnés. Sa technique a beaucoup évolué.

## Descriptif
Une sonnette comprend, en général, un système de charpente, le plus léger possible relativement au poids du mouton pour lui offrir un point de suspension assez élevé, et enfin pour le guider, soit dans son ascension, soit dans sa chute et une poutre verticale servant de guide au pieu, appelée jumelle. Dans beaucoup de types de sonnettes, la jumelle peut s'incliner sur le châssis d'un angle pouvant aller jusque 25° et ce pour le battage de pieux inclinés.
Les pieux en bois, généralement du chêne, étaient taillés en pointe, durcie au feu. Pour éviter l’éclatement du bois lors de l’impact, la tête du pieu était équipée d’un cerclage en acier ou coiffée d’un casque de battage qui était ensuite retiré et monté sur un autre pieu. En principe, le pieu est enfoncé jusqu’à trouver un terrain suffisamment dur pour que le mouton n’ait plus d’effet ; ce qu’on appelle un « pilotis à refus de mouton ».

## Sonnettes à tiraudes
On appelle ainsi celle où le mouton, attaché à un câble, et soutenu par une poulie placée au sommet d'un appareil de charpente, est alternativement élevé et abandonné à sa propre pesanteur au moyen de plusieurs hommes, dont chacun est appliqué à une corde, appelée tiraude, ces cordes se réunissant toutes au câble.
Il s’agit du procédé le plus ancien permettant de battre des pieux en bois, déjà utilisé à l’époque romaine. L’analyse scientifique, et l'amélioration qui en découlera, ne seront toutefois entreprises qu’au XVIIIe.
Pour un mouton d'un masse d’environ 300 kg et une hauteur de chute de 1 à 1,20 m, un homme devra fournir un effort de levage de 15 kg. Selon Joseph Mathieu Sganzin (1839) le nombre d'hommes pour le mouvoir doit être tel, que chacun n'ait que 14 à 15 kilogrammes à élever à la hauteur d'un mètre trois dixièmes par seconde.

## Sonnettes à déclic
Les sonnettes à déclic permettent de manipuler un mouton bien plus lourd qu’avec une sonnette à tiraudes, de l’ordre de 500 à 1 000 kg. Les hommes peuvent être remplacés par des chevaux ou un moteur.
Un treuil à engrenage fait élever le mouton jusqu'à une certaine hauteur, puis une détente le lâche alors pour le laisser tomber librement, et ainsi de suite, la hauteur de chute pouvant atteindre 3 m.

## Sonnettes mécaniques
Les sonnettes de base manœuvrées au treuil mécanique, actionné à l'électricité, à la vapeur, à l'essence portent un mouton de 1 500 à 2 000 kg et dont la hauteur de chute est de 1 à 2 m. Ce système est naturellement plus rapide et on atteint 50 à 100 coups par minute.

### Sonnette à simple effet
Les sonnettes à vapeur modernes sont basées sur le système de la machine à vapeur. Le mouton est, en fait, un cylindre mobile qui, sous faction de la vapeur, se meut sur la tige du piston. Le poids de ce mouton peut atteindre 10 t ; hauteur de chute : toujours 1 à 2 m.

### Sonnette à double effet
Le double effet ou trépideur, consiste toujours à l’emploi d’un vérin pour actionner la masse sauf que celle-ci est toujours solidaire du vérin (plus d’emploi de déclic à sonnette). Le vérin pneumatique ou hydraulique pousse violemment la masse vers le bas puis la remonte, continuant ainsi un va-et-vient rapide. Le choc sur le pieu est fonction aussi bien de la masse que de la vitesse de descente et de la pression du vérin.
Le poids du mouton est de 1 000 kg environ. Le nombre de coups est beaucoup plus élevé : 250 à 1 000 coups par minute. Avec ce type de sonnette, le pieu est toujours en état de vibration. En effet, la fréquence de battage est trop rapide pour que le terrain puisse absorber un choc avant que le suivant se produise.

## Vibrateur
Un vibrateur industriel est un système mécanique, engendrant des vibrations soit à l'aide d'un mécanisme rotatif, linéaire ou électromagnétique. Ce type de mouton, suspendu à l’élingue d’une grue, fait appel au système de vibrofonçage fondé sur l’action de vibrations engendrées par des masselottes excentrées tournant à grande vitesse sur un axe. Ces vibrations sont transmises à l’objet en contact, et par celui-ci au sol même. Ce système à effet direct sur la nature du terrain permet non seulement d’enfoncer les objets (palplanche, tube, etc.), mais également de les retirer du sol une fois le travail accompli. De plus, le mouton vibrateur à l’avantage d’être relativement silencieux par rapport aux autres systèmes.

### Sitographie
- « Sonnette » sur le site de l'Association pour la connaissance des travaux publics (ASCO-TP) planete-tp.com